# ランヴェオック＝プルミック海軍航空基地
ランヴェオック＝プルミック海軍航空基地（フランス語：Base d'aéronautique navale de Lanvéoc-Poulmic）は、フランスブルターニュ地域圏フィニステール県ランヴェオック（fr:Lanvéoc）にあるフランス海軍の航空基地。
基地施設は、海に面して岸壁も有しヘリコプターを担当する東側の低地区域と固定翼の運用を担当する東側の高地区域に分かれている。

## 歴史
1919年にブレストに水上機や気球から成る航空隊を設置するための調査を開始し、1920年から運用が開始される。1936年には「ベアルン」の艦載機が配備される。第二次世界大戦勃発後の1940年6月6日にベルリン爆撃に出撃し、6月18日には配備機は北アフリカに避難した。1944年、爆撃が続き壊滅的状態であったが9月17日に奪還され12月には復旧した。
1961年に水上機の運用を終了し、1964年にはヘリコプターが配備される。1970年代以降は艦載対潜ヘリコプター部隊や救難航空部隊の訓練センターとして機能している。

## 配置部隊
- 第32F海軍航空隊（1964年 - ）
- 第34F海軍航空隊（1974年 - ）
- 第22S飛行中隊（1976年 - ）
- 第50S飛行中隊（1984年 - ）
- 海軍航空捜索救難訓練センター（CESSAN、1995年 - ）
- ランヴェオック＝プルミック教育訓練センター（CEI、1999年 - ）